# Erwin Schmidt (Politiker, 1906)
Erwin Friedrich Wilhelm Schmidt (* 26. Oktober 1906 in Stettin; † unbekannt) war ein deutscher Politiker (KPD) und war für Bremerhaven Mitglied der Bremischen Bürgerschaft.

## Biografie
Schmidt war als angestellter Kaufmann in Bremerhaven tätig.
Er trat vor 1933 in die KPD ein. Schmidt, Richard Podzus und Hermann Schwager waren nach dem Zweiten Weltkrieg bedeutende Vertreter der KPD in Wesermünde/Bremerhaven. Er war um 1947 Mitglied im Beirat Bremerhaven-Kaiserhafen.
Von 1947 bis 1951 und von September 1952 bis 1955 als Nachrücker für Heinrich Sievers war er Mitglied der 2. und 3. Bremischen Bürgerschaft sowie Mitglied verschiedener Deputationen.